# Guzmania stenostachya
Guzmania stenostachya är en gräsväxtart som beskrevs av Lyman Bradford Smith. Guzmania stenostachya ingår i släktet Guzmania och familjen Bromeliaceae. Inga underarter finns listade i Catalogue of Life.